# Smile (Mai Kuraki)
Smile è l'undicesimo album in studio della cantante giapponese Mai Kuraki, pubblicato nel 2017.

## Tracce
1. Yesterday Love – 4:55
2. Mystery Hero (ミステリー ヒーロー; Mystery Hero) – 4:07
3. Smile of Glass (硝子の微笑; Garasu no Bishō) – 4:01
4. Open Love – 3:23
5. Sawage Life – 3:20
6. I Like It – 3:36
7. My Victory – 3:33
8. Serendipity – 4:18
9. Make That Change – 4:26
10. Tell Me Why – 3:23
11. My Way – 4:12
12. Song for You (きみへのうた; Kimi e no Uta) – 3:40